# V (Thomas-Godoj-Album)
V ist das fünfte Studioalbum von Thomas Godoj. Mit V ist die römische Zahl V gemeint. Es wurde am 24. Oktober 2014 über sein eigenes Musiklabel Tomzilla Musik veröffentlicht. Entgegen den bisherigen Alben wurde dieses wieder rein deutschsprachige Album in Eigenregie finanziert. Über eine Crowdfunding-Plattform konnten schon vor Veröffentlichung Dienstleistungen käuflich erworben werden, die die Finanzierung ermöglichten.

## Entstehung
Nachdem Thomas Godoj die letzten Jahre, unabhängig bei welchem Plattenlabel er unter Vertrag stand, immer wieder zu Kompromissen gezwungen war und er nach eigener Aussage nicht die Musik machen konnte, die ihm vorschwebte, ging er bei diesem Album neue Wege. Über die Crowdfunding-Plattform Startnext hat er sich die Finanzierung gesichert. Seine Crowdfunding-Aktion startete am 29. April 2014 und er hatte sich ein Fundingziel von 55.000 € gesetzt. Dieses Ziel musste in einem bestimmten selbst gewählten Zeitraum erreicht werden, damit das Geld zur Auszahlung kommen konnte und es muss zweckgebunden eingesetzt werden. Bereits innerhalb von 24 Stunden war dieses Finanzierungsziel erreicht. Damit hatte er den europäischen Crowdfunding-Rekord für Musik gebrochen. Am Ende der Finanzierungsphase, am 5. Juli 2014, waren über 158.000 € zusammengekommen.

## Cover
Das Album  gibt es in verschiedenen Editionen. Je nach Edition variiert die Farbgebung. Das Album wie auch die Vinyl-Edition ist in schwarz und rot gehalten. Auf schwarzer Fläche steht am oberen Rand über die gesamte Breite zentriert Thomas, darunter ebenfalls zentriert Godoj, wobei die drei Buchstaben in der Mitte ausgefüllt sind. Am unteren Rand steht auch über die gesamte Breite und zentriert ++ Album V ++. In der Mitte befinden sich groß und ineinander verschlungen die stilisierten Buchstaben T, G und V. Wie diese Schrift ist auch die Umrandung des Ganzen rot. Auf der gesamten Umrandung befindet sich der sich immer wieder wiederholende Schriftzug Thomas Godoj ++ Album V ++. Für die Gestaltung und Illustration des gesamten Booklets zeichnet Nils Eichmann verantwortlich. Im Booklet befinden sich alle Songtexte.

## Themen und Titelliste
13. Seite an Seite (Bonustrack, nur auf der Extended Version)
Auf dem Album V finden sich ausschließlich deutschsprachige Songs, in denen die Liebe, seine Erfahrungen im Musikbusiness und gesellschaftskritische Themen zur Sprache kommen.

## Veröffentlichungen

### Singles
Die Single Magnetisch wurde am 19. September 2014 vorab als Download veröffentlicht. 
Magnetisch
1. Magnetisch
2. Magnetisch (Akustikversion)

Süchtig nach Schmerz

### Musikvideo
Das Video zur Single Magnetisch wurde unter der Regie von Sebastian „Sebel“ Niehoff vom 1.–2. September 2014 in Stadtlohn gedreht. Der Song beschreibt die Liebe als ein sich Anziehen und Abstoßen, ähnlich wie im Magnetismus bei dem sich ungleichnamige Pole anziehen und gleichnamige abstoßen. Doch zwei Magnete sind immer bestrebt, ungleichnamige Pole einander zuzuwenden, dies passiert auch in Magnetisch, was im Video sehr anschaulich dargestellt wird. Das Liebespaar wird von Thomas Godoj selbst und Jennifer Opitz gespielt.
Gedreht wurde das Video als Stopptrick. Es wurde ein 16:9 Screen auf den Boden projiziert. Die entstandene Fläche wurde mittels Klebestreifen abgesteckt und diente den Darstellern als Rahmen, in dem sie alle Bewegungen im Liegen absolvieren mussten. Damit diese Bewegungen zu einem Video zusammen geschnitten werden konnten, mussten die kleinsten Bewegungsänderungen fotografisch festgehalten werden.

## Tour
Die gleichnamige Tour zum Album startete die Band am 26. November 2014 in Ahaus und endete am 20. Dezember 2014 in Kaiserslautern. Die Tour führte ihn dieses Mal auch nach Österreich. Wie auch 2013 wird er von Torsten Bugiel, Sebastian Netz und Sebastian Naas begleitet. Zur V-Tour neu hinzugekommen ist Thomas Spindeldreher. Nach seinem Album-Review aus 2014 schiebt Thomas Becker am 17. September 2015 noch einen Live-Bericht nach und resümiert: „Doch spätestens nach dem Trio Beste Entscheidung, Winterkinder und Niemandsland, die mich nach vorne in die ersten Reihen treiben, wird mir bewusst, dass diese Band heute ohne Weiteres mit den oben genannten heißesten Eisen der skandinavischen Rockszene mithalten kann. Tolle Songs, viel Spielwitz, feiner Sound, intelligente Texte, was will man mehr?“.
Die 18 Termine der V-Tour 2014:
26. November Ahaus-Café Logo
27. November Berlin-Franz Club
29. November Ascheberg-Landgasthof Langenrade
1. Dezember Aurich-Stadthalle
2. Dezember Bremen-Fritz
4. Dezember Bielefeld-Falkendorn 
5. Dezember Recklinghausen-Vest Arena
6. Dezember Soest-Alter Schlachthof
7. Dezember Hamburg-Knust
9. Dezember Würzburg-Posthalle
10. Dezember Hannover-Kulturzentrum Faust
11. Dezember Köln-Luxor
12. Dezember Frankfurt-Das Bett
16. Dezember Stuttgart-Cann Club
17. Dezember Wien-B72
18. Dezember München-Muffatwerk
19. Dezember Augsburg-Ostwerk Liveclub
20. Dezember Kaiserslautern-Kammgarn

## Resonanz
Thomas Becker von powermetal.de wertet den Longplayer positiv. Er schreibt zum Opener Genau der Moment: „satt produzierter, intelligent arrangierter und vor allem unwahrscheinlich energiegeladener, fast wütender Power Rock, getragen von einer sehr charismatischen, angenehm tiefen Stimme“. Seiner Meinung nach gäbe es noch haufenweise anderer Aspekte auf V: „Da wäre die etwas seichtere und britischer klingende Seite mit dem von einer sehr anziehenden Ohrwurm-Melodie gesegneten Magnetisch und dem etwas nach U2 (Band) klingenden Das finstere Tal.“ Er resümiert, „Aber egal, was er macht, die Musik wirkt niemals anbiedernd, niemals auf den schnellen Erfolg zielend, und trotzdem kann ich mir vorstellen, dass viele Menschen diese Musik gerne im Radio hören wollen würden.“ Einen kleinen Kritikpunkt erwähnt er abschließend noch: V „ist an allen Ecken und Enden ein Befreiungsalbum, auf dem man als Hörer immer wieder mit Thomas' hartem Kampf gegen das Business und das Stigma als Casting-Star – vor allem textlich – konfrontiert wird. So wichtig dies auch für den Menschen Thomas Godoj sein mag, würde ich mich sehr dafür interessieren, was jenseits davon liegt, und was sein wahres künstlerisches Anliegen ist.“